# Eois nacara
Eois nacara là một loài bướm đêm trong họ Geometridae.